# Сезон жіночої збірної України з волейболу 2011
У вересні 2011 року українська збірна виступала на чемпіонаті Європи. У групі А її суперниками були команди з Німеччини, Сербії і Франції. Українки зазнали поразок у трьох матчах і посіли останнє місце в групі.
У листопаді брали участь у відбірковому турнірі на Олімпійські ігри.

## Чемпіонат Європи
Таблиця
| № | Збірна    | 1   | 2   | 3   | 4   | Ігри | В | П | С/П | С/О     | Очки |
| - | --------- | --- | --- | --- | --- | ---- | - | - | --- | ------- | ---- |
| 1 | Німеччина |     | 3:1 | 3:0 | 3:0 | 3    | 3 | 0 | 9:1 | 245:187 | 9    |
| 2 | Сербія    | 1:3 |     | 3:1 | 3:0 | 3    | 2 | 1 | 7:4 | 249:215 | 6    |
| 3 | Франція   | 0:3 | 1:3 |     | 3:0 | 3    | 1 | 2 | 4:6 | 205:223 | 3    |
| 4 | Україна   | 0:3 | 0:3 | 0:3 |     | 3    | 0 | 3 | 0:9 | 152:226 | 0    |

Матчі
| Дата       | Час   |           | Рахунок |         | Сет 1 | Сет 2 | Сет 3 | Сет 4 | Сет 5 | Всього | Звіт  |
| ---------- | ----- | --------- | ------- | ------- | ----- | ----- | ----- | ----- | ----- | ------ | ----- |
| 24 вересня | 17:00 | Німеччина | 3–0     | Україна | 25–17 | 25–15 | 25–17 |       |       | 75–49  | [ 1 ] |

Німеччина: Катлен Вайсс, Керстін Черліх (л), Ангеліна Грюн, Коріна Сушке-Фойгт, Крістіана Фюрст, Маргарета Козух, Марен Фромм; Ліза Томсен, Марен фон Ремер. Тренер — Джованні Гвідетті.
| Дата       | Час   |        | Рахунок |         | Сет 1 | Сет 2 | Сет 3 | Сет 4 | Сет 5 | Всього | Звіт  |
| ---------- | ----- | ------ | ------- | ------- | ----- | ----- | ----- | ----- | ----- | ------ | ----- |
| 25 вересня | 20:00 | Сербія | 3–0     | Україна | 25–18 | 25–18 | 25–14 |       |       | 75–50  | [ 2 ] |

Сербія: Йована Бракочевич, Наташа Крсманович, Брижитка Мольнар, Майя Огнєнович, Єлена Ніколич, Мілена Рашич, Сюзана Чебич; Саня Малагурські, Тіяна Малешевич, Ана Антонієвич, Йована Янкович, Надя Нінкович.  
| Дата       | Час   |         | Рахунок |         | Сет 1 | Сет 2 | Сет 3 | Сет 4 | Сет 5 | Всього | Звіт  |
| ---------- | ----- | ------- | ------- | ------- | ----- | ----- | ----- | ----- | ----- | ------ | ----- |
| 26 вересня | 17:00 | Україна | 0–3     | Франція | 24–26 | 14–25 | 15–25 |       |       | 53–76  | [ 3 ] |

Франція: Таяна Тере, Марієль Бускет-Роллет (л), Єлена Лозанчич, Анна Рибачевські, Маева Орле, Армель Фаш, Єлена Шлек; Майорі Стекс.
Склад 
| N° | Волейболістка       | Позиція               | Ігри | Сети | Очки | Ср.  | Примітки |
| -- | ------------------- | --------------------- | ---- | ---- | ---- | ---- | -------- |
| 1  | Світлана Галкіна    | ліберо                | 2    | 6    | 0    | 0    |          |
| 2  | Тетяна Литвиновська | догравальний          | 3    | 9    | 21   | 2,33 |          |
| 3  | Світлана Лідяєва    | центральний блокуючий | 2    | 4    | 1    | 0,25 |          |
| 4  | Марина Марченко     | догравальний          |      |      |      |      |          |
| 6  | Анна Довгополюк     | догравальний          | 3    | 5    | 10   | 2    |          |
| 7  | Інна Молодцова      | центральний блокуючий | 3    | 8    | 16   | 2    |          |
| 8  | Марина Дегтярьова   | пасуючий              | 3    | 9    | 15   | 1,67 |          |
| 9  | Наталія Чернецька   | центральний блокуючий | 1    | 1    | 2    | 2    |          |
| 10 | Ганна Лісєєнкова    | догравальний          | 3    | 8    | 21   | 2,62 |          |
| 11 | Ірина Комісарова    | пасуючий              | 3    | 8    | 4    | 0,5  |          |
| 13 | Ганна Бурбелюк      | догравальний          | 1    | 1    | 0    | 0    |          |
| 16 | Надія Кодола        | догравальний          | 3    | 8    | 20   | 2,5  |          |

## Відбір на Олімпіаду
Кваліфікаційний турнір проходив у Баку.
Група А
| Дата         | Час   |          | Рахунок |         | Сет 1 | Сет 2 | Сет 3 | Сет 4 | Сет 5 | Всього | Звіт  |
| ------------ | ----- | -------- | ------- | ------- | ----- | ----- | ----- | ----- | ----- | ------ | ----- |
| 08 листопада | 18:30 | Угорщина | 1–3     | Україна | 25–23 | 15–25 | 19–25 | 23–25 |       | 82–98  | [ 5 ] |
| 10 листопада | 16:00 | Україна  | 0–3     | Чехія   | 19–25 | 18–25 | 16–25 |       |       | 53–75  | [ 6 ] |

Півфінал
| Дата         | Час   |          | Рахунок |         | Сет 1 | Сет 2 | Сет 3 | Сет 4 | Сет 5 | Всього | Звіт  |
| ------------ | ----- | -------- | ------- | ------- | ----- | ----- | ----- | ----- | ----- | ------ | ----- |
| 11 листопада | 16:00 | Болгарія | 3–1     | Україна | 25–22 | 25–20 | 23–25 | 25–17 |       | 98–84  | [ 7 ] |

Болгарія: Діана Ненова, Добріана Рабаджиєва, Цветеліна Заркова, Єва Янева, Марія Філіпова (л), Елиця Атанасієвич, Страшиміра Сімеонова; Габрієла Коєва, Любка Дебарлієва, Марія Каракашева, Емілія Димитрова.
Статистика
| N° | Волейболістка       | Позиція               | Ігри | Сети | Очки | Ср.  | Примітки |
| -- | ------------------- | --------------------- | ---- | ---- | ---- | ---- | -------- |
| 1  | Вікторія Дельрос    | ліберо                | 3    | 9    | 0    | 0    |          |
| 2  | Тетяна Литвиновська | догравальний          | 3    | 9    | 6    | 0,67 |          |
| 3  | Світлана Лідяєва    | центральний блокуючий | 1    | 1    | 0    | 0,   |          |
| 5  | Тетяна Хилюк        | пасуючий              | 3    | 11   | 3    | 0,27 |          |
| 8  | Марина Дегтярьова   | пасуючий              | 3    | 9    | 0    | 0    |          |
| 9  | Олена Сич           | центральний блокуючий | 3    | 10   | 3    | 0,3  |          |
| 10 | Ганна Лісєєнкова    | догравальний          | 3    | 10   | 40   | 4    |          |
| 12 | Олександра Коляда   | ліберо                | 2    | 5    | 0    | 0    |          |
| 13 | Ганна Бурбелюк      | догравальний          | 3    | 11   | 11   | 1    |          |
| 16 | Надія Кодола        | догравальний          | 3    | 11   | 31   | 2,82 |          |
| 17 | Галина Щур          | центральний блокуючий | 3    | 11   | 31   | 2,82 |          |
| 18 | Віра Козак          | центральний блокуючий | 3    | 11   | 17   | 1,55 |          |